# Draft de l'NBA del 1950
El Draft de l'NBA de 1950 va constar de 12 rondes i van ser escollits 121 jugadors. Va ser el primer draft després de la fusió de la Basketball Association of America i la NBL, donant lloc a l'NBA. Quatre futurs membres del Basketball Hall of Fame van sortir d'aquesta elecció, Paul Arizin, Bob Cousy, George Yardley i Bill Sharman.

## Primera ronda
|  | = All-Star     |
|  | = Hall of Fame |

| Posició | Jugador         | Nacionalitat | Equip NBA               | Universitat/Club |
| ------- | --------------- | ------------ | ----------------------- | ---------------- |
| 1       | Chuck Share     | Estats Units | Boston Celtics          | Bowling Green    |
| 2       | Don Rehfeldt    | Estats Units | Baltimore Bullets       | Wisconsin        |
| 3       | Paul Arizin     | Estats Units | Philadelphia Warriors   | Villanova        |
| 4       | Bob Cousy       | Estats Units | Tri-Cities Blackhawks   | Holy Cross       |
| 5       | Dick Schnittker | Estats Units | Washington Capitols     | Ohio State       |
| 6       | Larry Foust     | Estats Units | Chicago Stags           | LaSalle          |
| 7       | Irwin Dambrot   | Estats Units | New York Knickerbockers | CCNY             |
| 8       | George Yardley  | Estats Units | Fort Wayne Pistons      | Stanford         |
| 9       | Bob Lavoy       | Estats Units | Indianapolis Olympians  | Western Kentucky |
| 10      | Joe McNamee     | Estats Units | Rochester Royals        | San Francisco    |
| 11      | Kevin O'Shea    | Estats Units | Minneapolis Lakers      | Notre Dame       |
| 12      | Don Lofgran     | Estats Units | Syracuse Nationals      | San Francisco    |

## Segona ronda
| Posició | Jugador         | Nacionalitat | Equip NBA               | Universitat/Club |
| ------- | --------------- | ------------ | ----------------------- | ---------------- |
| 13      | John Pilch      | Estats Units | Baltimore Bullets       | Wyoming          |
| 14      | Chuck Cooper    | Estats Units | Boston Celtics          | Duquesne         |
| 15      | Wally Osterkorn | Estats Units | Chicago Stags           | Illinois         |
| 16      | James Riffey    | Estats Units | Fort Wayne Pistons      | Tulane           |
| 17      | Paul Unruh      | Estats Units | Indianapolis Olympians  | Bradley          |
| 18      | Hal Haskins     | Estats Units | Minneapolis Lakers      | Hamline          |
| 19      | Herb Scherer    | Estats Units | New York Knickerbockers | Long Island      |
| 20      | Ed Dahler       | Estats Units | Philadelphia Warriors   | Duquesne         |
| 21      | George Stanich  | Estats Units | Rochester Royals        | UCLA             |
| 22      | Gerry Calabrese | Estats Units | Syracuse Nationals      | St. John's       |
| 23      | Ed Gayda        | Estats Units | Tri-Cities Blackhawks   | Washington State |
| 24      | Bill Sharman    | Estats Units | Washington Capitols     | USC              |